# Hlučín
Hlučín (tjekkisk udtale: [ˈɦlutʃiːn]; tysk: Hultschin; polsk: Hulczyn) er en by i distriktet Opava, i regionen Mähren-Schlesien i Tjekkiet med omkring 14.000 indbyggere. Den var centrum for den historiske Hlučín-region. Den historiske bymidte er velbevaret og er beskyttet ved lov som en kulturmonument.

## Inddeling
Landsbyerne Bobrovníky og Darkovičky er administrative dele af Hlučín.

## Geografi
Hlučín ligger omkring 6 km nord for Ostrava og 20 km øst for Opava. Den nordlige del af kommunens område ligger på Głubczyce plateauet i det Schlesiske lavland . Den sydlige del strækker sig ind i den østlige spids af Nízký Jeseník-området.

## Historie
Den første skriftlige omtale af Hlučín er fra 1303. Byen blev sandsynligvis grundlagt af kong Ottokar 2. af Bøhmen i 1256 for at sikre fred på grænsen mellem Margraviatet Mähren og hertugdømmet Opole.
Indtil 1521 tilhørte Hlučín godset Landek i hertugdømmet Troppau. I 1521 blev det erhvervet af hertugerne af Opole. I det 17. og 18. århundrede brændte byen flere gange. I 1694 blev den befriet for sit livegenskab. I 1742, efter den første Schlesiske krig, blev byen givet til kongeriget Preussen ved Berlin-traktaten. I 1845 blev Hlučín-godset købt af Rothschild-familien.
Byen blev administreret af den preussiske provins Schlesien indtil 1920, hvor den efter 1. verdenskrigblev en del af Tjekkoslovakiet. Overførslen af Hlučín-regionen udløste kontrovers mellem tyskere, tjekkere og polakker. Ved en forudindtaget fortolkning af loven forbød de nye tjekkoslovakiske myndigheder skolegang på tysk, selvom det var det sprog, der blev talt af flertallet i byen.
Efter München-aftalen i 1938 blev Hlučín annekteret af Nazityskland og blev igen gjort til en del af provinsen Schlesien, og dets tyske navn Hultschin blev genoprettet. Hlučín blev igen en del af Tjekkoslovakiet i 1945. Folk, der blev identificeret som tysktalende ved folketællingen i 1930, blev udvist, nogle tyskere forlod frivilligt området. Folk, der blev stemplet som tjekker, selvom de faktisk var tjekkisktalende tyskere, blev forskånet for udvisning.

## Seværdigheder
Den historiske bykerne er dannet af Mírové-pladsen og dens omgivelser. Centret var afgrænset af bybefæstninger, bygget i 1534-1535. De fleste af bymurene blev revet ned i 1829. Adskillige fragmenter og syv bastioner er stadig bevaret.
Hlučín Slot blev bygget i sengotisk stil i 1526. Det er en to-etagers bygning med en uregelmæssig grundplan og omfatter en lille slotspark. I dag huser det Hlučín Region Museum.